# William Russell (acteur américain)
Pour les articles homonymes, voir William Russell.
Ne doit pas être confondu avec William Russell (acteur britannique).
William Russell, né le 12 avril 1884 dans le Bronx (New York), et mort le 18 février 1929 à Los Angeles (Californie), est un acteur de cinéma de l'époque du cinéma muet. Il a joué dans plus de 200 films. Il est le frère de l'acteur et réalisateur Albert Russell, et meurt comme lui d'une pneumonie.

## Filmographie
- 1910 : Hypnotized
- 1910 : Le Vicaire de Wakefield (The Vicar of Wakefield)
- 1910 : Looking Forward
- 1910 : John Halifax, Gentleman
- 1910 : Under Western Skies (it) : un témoin du mariage
- 1911 : The Lady from the Sea : Alfred, le marin
- 1911 : Le Dernier des Mohicans (The Last of the Mohicans)
- 1911 : Their Burglar
- 1911 : David Copperfield de George Nichols : Ham Peggotty
- 1911 : The Higher Law (en) de James Cruze
- 1911 : Young Lochinvar : le jeune Lochinvar
- 1911 : The Lie : l'agent de change
- 1911 : The Cross : le premier camarade
- 1911 : The Train Despatcher : le directeur des chemins de fer
- 1911 : A Doll's House : le prêteur
- 1911 : Lorna Doone
- 1911 : The Stepmother
- 1911 : Vive la fortune (Get Rich Quick) : Bunco
- 1911 : The Colonel and the King
- 1911 : The Railroad Builder
- 1911 : The Sinner
- 1911 : The Charity of the Poor
- 1911 : His Younger Brother
- 1911 : Bertie's Brainstorm : Bertie Fawcett
- 1911 : The Pasha's Daughter
- 1912 : The Star of Bethlehem (en) : Herod
- 1912 : The Repeater
- 1912 : The Forest Rose : Capitain Maywood
- 1912 : In Time of Peril : le jeune fermier
- 1912 : Through the Flames : le vendeur
- 1912 : The Little Girl Next Door : l'autre père
- 1912 : Put Yourself in His Place (en), de James Cruze : Squire Raby
- 1912 : For the Mikado : le traiteur russe
- 1912 : When Mercy Tempers Justice : le Juge
- 1912 : Miss Robinson Crusoe
- 1912 : Undine
- 1912 : Orator, Knight and Cow Charmer : Casey, membre du congrès
- 1912 : A Star Reborn : un millionnaire
- 1912 : Lucile : Duc de Luvois
- 1912 : The Wrecked Taxi : le mari
- 1912 : Le Marchand de Venise  (The Merchant of Venice) : Antonio
- 1912 : The Portrait of Lady Anne : un prétendant de Lady Anne
- 1912 : Pa's Medicine : le père de Willie
- 1912 : Sous deux drapeaux (Under Two Flags) : le Colonel
- 1912 : The Night Clerk's Nightmare : le concierge de l'Hôtel
- 1912 : On the Stroke of Five
- 1912 : The Ring of a Spanish Grandee : Don Rodrigo
- 1912 : Jess : Frank Muller
- 1912 : The Little Shut-In : Manly Feet
- 1912 : Jilted : le prétendant
- 1912 : The Saleslady
- 1912 : The Cry of the Children : le propriétaire de l'usine
- 1912 : Rejuvenation : le gardien du phare
- 1912 : Into the Desert : le Fiancé
- 1912 : A Love of Long Ago : le Commandant
- 1912 : The Girl of the Grove : Le Docteur
- 1912 : For Sale -- A Life : le joueur de cartes
- 1912 : Flying to Fortune (it) : Le Docteur
- 1912 : Extravagance : le petit ami
- 1912 : The Arab's Bride (it), de George Nichols : le jeune Arabe
- 1912 : A Message from Niagara
- 1912 : The Silent Witness : le jeune mari
- 1912 : The Trouble Maker : le mari
- 1912 : East Lynne : Francis Levison
- 1912 : A Niagara Honeymoon : le marié
- 1912 : The Twelfth Juror : le 12e juré
- 1913 : The Bush Leaguer's Dream : le héros de Baseball
- 1913 : Peggy's Invitation : Henry Farland
- 1913 : The Problem Love Solved : Tom Burleigh
- 1913 : Curfew Shall Not Ring Tonight : Basil Underwood
- 1913 : Little Brother : l'amant
- 1913 : The Water Cure : un des admirateurs de Bella
- 1913 : A Twentieth Century Farmer : le fermier
- 1913 : The Step Brothers
- 1913 : The Mystery of the Haunted Hotel : l'hôtelier
- 1913 : A Peaceful Victory : M. Fairly
- 1913 : A Deep Sea Liar
- 1913 : Moths
- 1913 : Robin Hood de Theodore Marston : Robin des Bois
- 1913 : The Missing Witness : le procureur
- 1913 : Oh! Such a Beautiful Ocean
- 1913 : In the Nick of Time : le mari
- 1913 : Little Dorrit : Arthur Clennam
- 1913 : Brethren of the Sacred Fish
- 1913 : Tannhäuser : Wolfram
- 1913 : King René's Daughter, d'Eugene Moore (en) : Pierre, Capitaine des Gardes
- 1913 : A Modern Lochinvar : Percy Lochinvar
- 1913 : While Baby Slept : le mari
- 1913 : The Caged Bird : le fermier
- 1913 : Carmen : Escamillo
- 1913 : The Marble Heart : le rédacteur
- 1913 : Rosie's Revenge : le patron de Rosie
- 1913 : Cymbeline : King Cymbaline
- 1913 : For Her Boy's Sake (en)
- 1913 : Won at the Rodeo : le Cowboy
- 1913 : An Honest Young Man
- 1913 : The Way to a Man's Heart
- 1913 : Some Fools There Were : le second célibataire
- 1914 : Retribution (it) : le mari
- 1914 : Under the Gaslight : Ray Trafford
- 1914 : The Straight Road d'Allan Dwan : Bill Hubbell
- 1914 : The Power of the Press : Turner Morgan
- 1914 : The Cricket on the Hearth : Tackleton
- 1914 : The Science of Crime
- 1914 : The Bondage of Fear
- 1914 : The Dilemma
- 1914 : His Fireman's Conscience : le pompier
- 1915 : Curly
- 1915 : Dora Thorne : Ronald
- 1915 : Garden of Lies : Dennis Mallory
- 1915 : The Diamond from the Sky de Jacques Jaccard et William Desmond Taylor : Blair Stanley
- 1915 : The Dancing Girl d'Allan Dwan : John Christison
- 1916 : The Twinkler : Bob Stephany
- 1916 : Lone Star : Lone Star
- 1916 : The Love Hermit : Tom Weston
- 1916 : The Torch Bearer : John Huntley-Knox (+ co-réalisation)
- 1916 : The Man Who Would Not Die : Clyde Kingsley/Ward Kingsley (+ co-réalisation)
- 1916 : The Strength of Donald McKenzie : Donald McKenzie (+ co-réalisation)
- 1916 : The Highest Bid : Oliver Strong (+ réalisation)
- 1916 : Soul Mates : Lowell Sherman (+ co-réalisation)
- 1916 : Madelaine Morel : Frederick von Armen
- 1916 : The Bruiser : 'Big Bill' Brawley
- 1916 : The Craving : Foster Calhoun
- 1916 : Pique
- 1916 : The Smugglers of Santa Cruz
- 1916 : The Thoroughbred : Kelso Hamilton
- 1916 : Sequel to the Diamond from the Sky : Arthur
- 1917 : New York Luck : Nick Fowler
- 1917 : Snap Judgment : James Page/'Arizona' Pete Rawley
- 1917 : Sands of Sacrifice : Big Bill Darcey
- 1917 : Pride and the Man d'Edward Sloman : Jack Hastings
- 1917 : The Masked Heart d'Edward Sloman : Philip Greycourt
- 1917 : The Shackles of Truth : Gerard Hale
- 1917 : The Frame-Up : Jeffrey Claiborne
- 1917 : High Play : John Sevier
- 1917 : My Fighting Gentleman : Frank Carlisle
- 1917 : A Rough Shod Fighter
- 1917 : The Sea Master : Bull Dorgan
- 1918 : All the World to Nothing de Henry King : Richard Chester
- 1918 : Hobbs in a Hurry de Henry King : J. Warren Hobbs, Jr.
- 1918 : Up Romance Road de Henry King : Gregory Thorne
- 1918 : Jack dans l'affaire Lemoann (Hearts or Diamonds?) de Henry King : Larry Hanrahan
- 1918 : The Midnight Trail : Jack Woodford
- 1918 : In Bad : Monty Miles
- 1919 : The Lincoln Highwayman : Jimmy Clunder
- 1919 : Eastward Ho! : Buck Lindsay
- 1919 : Silence sacré (Sacred Silence) de Harry F. Millarde
- 1919 : Six Feet Four de Henry King : Buck Thornton
- 1919 : This Hero Stuff de Henry King : Capitaine November Jones
- 1919 : A Sporting Chance de Henry King : John Stonehouse
- 1919 : Some Liar de Henry King : Robert Winchester McTabb
- 1919 : Brass Buttons de Henry King : Kingdon Hollister
- 1919 : Where the West Begins de Henry King : Cliff Redfern
- 1919 : When a Man Rides Alone de Henry King : William Sykes
- 1920 : The Iron Rider de Scott R. Dunlap : Larry Lannigan
- 1920 : The Challenge of the Law : Capitaine Bruce Cavanaugh
- 1920 : The Man Who Dared d'Emmett J. Flynn : Big Jim Kane
- 1920 : L'Enjeu mortel (The Twins of Suffering Creek) de Scott R. Dunlap et William A. Wellman : Bill Lark
- 1920 : Leave It to Me : Dick Derrickson
- 1920 : Shod with Fire : Bruce Bayard
- 1920 : The Valley of Tomorrow : Dabney Morgan
- 1921 : The Roof Tree : Ken Thornton
- 1921 : Desert Blossoms : Stephen Brent
- 1921 : The Lady from Longacre de George Marshall : Lord Anthony Conway
- 1921 : Singing River : Long Rush
- 1921 : Children of the Night : Jerrold Jarvis Jones
- 1921 : Colorado Pluck : Colorado Jim
- 1921 : Bare Knuckles : Tim McGuire
- 1921 : Quick Action
- 1921 : The Cheater Reformed : Jordan McCall/Dr. Luther McCall
- 1922 : The Great Night : Larry Gilmore
- 1922 : Mixed Faces (en) : Judge J. Woodworth Granger/Jimmy Gallop
- 1922 : The Crusader : Peter Brent
- 1922 : A Self-Made Man : Jack Spurlock
- 1922 : The Men of Zanzibar : Hugh Hemingway
- 1922 : Un veinard (Money to Burn), de Rowland V. Lee : Lucky Garrity
- 1922 : Strength of the Pines : Bruce Duncan
- 1923 : Anna Christie de John Griffith Wray et Thomas H. Ince : Matt Burke
- 1923 : When Odds Are Even : Jack Arnold
- 1923 : High Gear Jeffrey : Jeffrey Claiborne
- 1923 : Times Have Changed : Mark O'Rell
- 1923 : Alias the Night Wind : Bing Howard
- 1923 : Boston Blackie (en) de Scott R. Dunlap : Boston Blackie
- 1923 : Goodbye Girls : Vance McPhee
- 1923 : Man's Size : Tom Morse
- 1924 :  The Beloved Brute (en) de J. Stuart Blackton  : David Hinges
- 1925 : Big Pal
- 1925 : Before Midnight : Tom Galloway
- 1925 : My Neighbor's Wife : Eric von Greed
- 1925 : The Way of a Girl de Robert G. Vignola : Brand
- 1925 : Une affaire mystérieuse (en) (On Thin Ice) de Malcolm St. Clair : Dapper Crawford
- 1926 : Fils de l'orage (Wings of the Storm) de John G. Blystone : Bill Martin
- 1926 : L'Aigle bleu (The Blue Eagle) de John Ford : Big Tim Ryan
- 1926 : The Still Alarm : Richard Fay
- 1927 : Brass Knuckles : 'Brass Knuckles' Lamont
- 1927 : The Girl from Chicago : Big Steve Drummond
- 1927 : The Desired Woman de Michael Curtiz : Capitaine Maxwell
- 1928 : Taxi de minuit (The Midnight Taxi)  de John G. Adolfi : Joseph Brant
- 1928 : State Street Sadie : The Bat
- 1928 : Danger Patrol : Sergent John Daley
- 1928 : The Escape : Jerry Magee
- 1928 : The Crimson City : The Bat
- 1928 : The Head of the Family : le plombier
- 1928 : Woman Wise : Ne'er-Do-Well
- 1929 : Folle jeunesse (Girls Gone Wild) de Lewis Seiler : Dan Brown